# جون بانش (كاتب أغاني)
جون بانش (بالإنجليزية: Jon Bunch)‏ هو كاتب أغاني أمريكي، ولد في 25 أكتوبر 1970، وتوفي في 1 فبراير 2016.

## وصلات خارجية
- جون بانش على موقع IMDb (الإنجليزية)
- جون بانش على موقع ميوزك برينز (الإنجليزية)
- جون بانش على موقع ديسكوغز (الإنجليزية)